# Poul Ekelund
Poul Ernst Ekelund, född 14 januari 1921 i Fredriksberg på Själland, Danmark, död 4 december 1976 i Hjørring, var en svensk-dansk målare och grafiker
Han var son till trädgårdshandlaren Johan Ekelund och Anne Margrethe Christiane Hemming och gift 1944–1965 med konsthantverkaren Birthe Steensen. Ekelund studerade vid Teknisk Skole i Köpenhamn 1938 och för Kræsten Iversen vid Det Kongelige Danske Kunstakademi 1943 och under studieresor till bland annat Sicilien Frankrike, Nederländerna och Belgien. Han var anställd som lärare vid Valands målarskola 1958-1961 och kuraror för Kunstnernes Efteraarsudstilling på 1950- och 1960-talen. Hans konst består av modellstudier av kvinnor och landskapsskildringar. Ekelund är representerad i ett stort antal danska museer bland annat vid Statens Museum for Kunst, Aarhus Kunstmuseum, Randers Kunstmuseum, Vendsyssel Kunstmuseum och vid Moderna museet i Stockholm samt Göteborgs konstmuseum.